# Colobanthus nivicola
Colobanthus nivicola là loài thực vật có hoa thuộc họ Cẩm chướng. Loài này được M.Gray mô tả khoa học đầu tiên năm 1976.